# Franco Battaini
Franco Battaini (Brescia, 22 de julio de 1972) fue un piloto de motociclismo italiano. Sus mejores años fueron las temporadas 2002 y 2003 cuando acabó sexto en el Campeonato del Mundo de 250cc. En 2005 Battaini compitió en MotoGP a bordo de un Blata WCM. Tuvo una temporada más bien discreto con un undécima posición en Japón. En 2006 Battaini compitió en el Campeonato Mundial de Superbikes.

## Resultados

### Campeonato del Mundo de Motociclismo
Sistema de puntuación de 1993 hasta 2022:
| Posición | 1.º | 2.º | 3.º | 4.º | 5.º | 6.º | 7.º | 8.º | 9.º | 10.º | 11.º | 12.º | 13.º | 14.º | 15.º |
| Puntos   | 25  | 20  | 16  | 13  | 11  | 10  | 9   | 8   | 7   | 6    | 5    | 4    | 3    | 2    | 1    |

#### Carreras por año
(Carreras en Negrita indica pole position, Carreras en cursiva indica vuelta rápida)
| Año     | Clase  | Moto    | 1       | 2       | 3       | 4       | 5       | 6       | 7       | 8       | 9       | 10      | 11      | 12      | 13      | 14      | 15      | 16      | 17     | 18    | Pts. | Pos. |
| ------- | ------ | ------- | ------- | ------- | ------- | ------- | ------- | ------- | ------- | ------- | ------- | ------- | ------- | ------- | ------- | ------- | ------- | ------- | ------ | ----- | ---- | ---- |
| 1996    | 250cc  | Aprilia | MAL -   | INA -   | JPN -   | ESP -   | ITA 23  | FRA -   | NED -   | GER -   | GBR -   | AUT -   | CZE -   | IMO 19  |         |         |         |         |        |       | NC   | 0    |
| 1996    | 250cc  | Honda   |         |         |         |         |         |         |         |         |         |         |         |         | CAT Ret | BRA -   | AUS -   |         |        |       | NC   | 0    |
| 1997    | 250cc  | Yamaha  | MAL 13  | JPN 21  | ESP 14  | ITA 13  | AUT 14  | FRA 12  | NED 11  | IMO 11  | GER 11  | BRA -   | GBR 11  | CZE 15  | CAT 15  | INA 12  | AUS 12  |         |        |       | 14.º | 44   |
| 1998    | 250cc  | Yamaha  | JPN Ret | MAL Ret | ESP 12  | ITA 11  | FRA 11  | MAD DNS | NED -   | GBR -   | GER -   | CZE 13  | IMO 13  | CAT 9   | AUS Ret | ARG 9   |         |         |        |       | 18.º | 34   |
| 1999    | 250cc  | Aprilia | MAL Ret | JPN 4   | ESP 4   | FRA 6   | ITA 6   | CAT 3   | NED 7   | GBR Ret | GER Ret | CZE 10  | IMO 6   | VAL 2   | AUS 8   | RSA 10  | BRA Ret | ARG Ret |        |       | 8.º  | 121  |
| 2000    | 250cc  | Aprilia | RSA 6   | MAL 13  | JPN 7   | SPA 10  | FRA 11  | ITA 5   | CAT 5   | NED 20  | GBR Ret | GER 7   | CZE 7   | POR 12  | VAL 6   | BRA 7   | PAC Ret | AUS Ret |        |       | 8.º  | 96   |
| 2001    | 250cc  | Aprilia | JPN 7   | RSA 20  | SPA 9   | FRA 13  | ITA Ret | CAT 20  | NED 5   | GBR 13  | GER 9   | CZE 14  | POR 9   | VAL 14  | PAC 8   | AUS Ret | MAL 6   | BRA 10  |        |       | 10.º | 75   |
| 2002    | 250cc  | Aprilia | JPN 10  | RSA 2   | SPA 4   | FRA Ret | ITA 6   | CAT 5   | NED 9   | GBR 4   | GER 8   | CZE Ret | POR Ret | BRA 3   | PAC 7   | MAL 5   | AUS 7   | VAL 7   |        |       | 6.º  | 142  |
| 2003    | 250cc  | Aprilia | JPN 5   | RSA 3   | SPA 11  | FRA 18  | ITA 3   | CAT 6   | NED 2   | GBR 7   | GER 5   | CZE 7   | POR 6   | BRA Ret | PAC Ret | MAL 6   | AUS 4   | VAL 8   |        |       | 6.º  | 148  |
| 2004    | 250cc  | Aprilia | RSA 10  | SPA Ret | FRA 8   | ITA 12  | CAT 10  | NED 16  | BRA 10  | GER 9   | GBR 7   | CZE Ret | POR 12  | JPN 9   | QAT 4   | MAL 6   | AUS Ret | VAL 4   |        |       | 10.º | 93   |
| 2005    | MotoGP | Blata   | SPA 17  | POR Ret | CHN Ret | FRA 17  | ITA 18  | CAT 19  | NED 20  | USA 17  | GBR Ret | GER 15  | CZE 20  | JPN 11  | MAL 16  | QAT 16  | AUS 15  | TUR 17  | VAL 16 |       | 22.º | 7    |
| 2006    | 250cc  | Aprilia | SPA -   | QAT -   | TUR -   | CHN -   | FRA -   | ITA Ret | CAT Ret | NED 13  | GBR 18  | GER 12  | CZE -   | MAL -   | AUS -   | JPN -   | POR -   | VAL -   |        |       | 26.º | 7    |
| 2012    | MotoGP | Ducati  | QAT -   | SPA -   | POR -   | FRA -   | CAT -   | GBR -   | NED -   | GER 16  | ITA -   | USA -   | IND -   | CZE -   | RSM -   | ARA -   | JPN -   | MAL -   | AUS -  | VAL - | NC   | 0    |
| Fuente: |        |         |         |         |         |         |         |         |         |         |         |         |         |         |         |         |         |         |        |       |      |      |

| Color     | Resultado                                                               |
| --------- | ----------------------------------------------------------------------- |
| Oro       | Ganador                                                                 |
| Plata     | 2.ª plaza                                                               |
| Bronce    | 3.ª plaza                                                               |
| Verde     | Finalizó en los puntos                                                  |
| Azul      | Finalizó sin puntos                                                     |
| Azul      | NC - No clasificado                                                     |
| Violeta   | Ret - No terminó (Carrera)                                              |
| Rojo      | DNQ - No se clasificó                                                   |
| Negro     | DSQ - Descalificado                                                     |
| Blanco    | DNS - No empezó (carrera)                                               |
| Blanco    | WD - Retirado (fin de semana)                                           |
| Blanco    | C - Carrera cancelada                                                   |
| Sin color | DNP - Inscrito pero no participó                                        |
| Sin color | INJ - Lesionado                                                         |
| Sin color | EX - Excluido                                                           |
| Estado    | Resultado                                                               |
| Negrita   | Pole position                                                           |
| Cursiva   | Vuelta rápida                                                           |
| †         | Abandona, pero clasifica al completar el porcentaje requerido para ello |

### Campeonato de Superbikes

#### Carreras por año
(Carreras en negrita indica pole position, carreras en cursiva indica vuelta rápida)
| Año     | Equipo   | 1      | 1      | 2      | 2      | 3      | 3      | 4      | 4      | 5   | 5   | 6   | 6   | 7   | 7   | 8   | 8   | 9   | 9   | 10  | 10  | 11  | 11  | 12  | 12  | Pos. | Pts. |
| Año     | Equipo   | R1     | R2     | R1     | R2     | R1     | R2     | R1     | R2     | R1  | R2  | R1  | R2  | R1  | R2  | R1  | R2  | R1  | R2  | R1  | R2  | R1  | R2  | R1  | R2  | Pos. | Pts. |
| ------- | -------- | ------ | ------ | ------ | ------ | ------ | ------ | ------ | ------ | --- | --- | --- | --- | --- | --- | --- | --- | --- | --- | --- | --- | --- | --- | --- | --- | ---- | ---- |
| 2006    | Kawasaki | QAT 19 | QAT 20 | AUS 20 | AUS 22 | SPA 19 | SPA 21 | ITA 18 | ITA 23 | EUR | EUR | SMR | SMR | CZE | CZE | GBR | GBR | NED | NED | GER | GER | ITA | ITA | FRA | FRA | NC   | 0    |
| Fuente: |          |        |        |        |        |        |        |        |        |     |     |     |     |     |     |     |     |     |     |     |     |     |     |     |     |      |      |